# Daisy von Pless

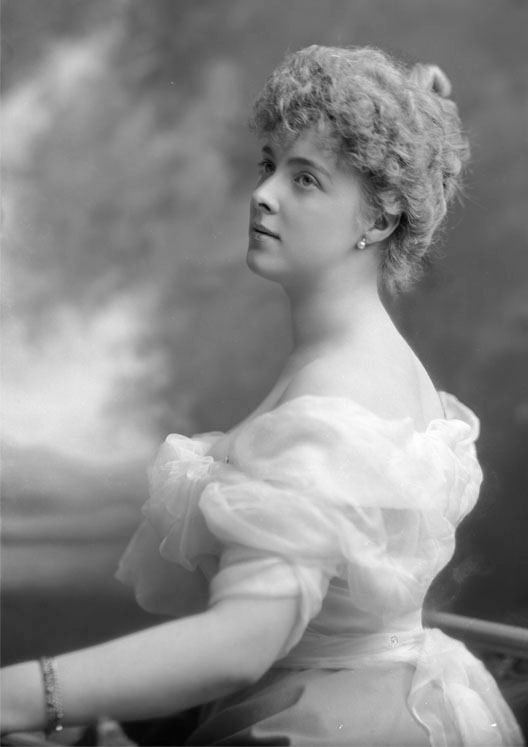
Daisy von Pless, um 1898

Mary Theresa Olivia Cornwallis-West, genannt Daisy (* 28. Juni 1873 auf Ruthin Castle, Wales, Großbritannien; † 29. Juni 1943 in Waldenburg) wurde durch ihre Heirat Fürstin von Pless, Gräfin von Hochberg und Freifrau zu Fürstenstein. Sie galt als die erste High-Society-Lady des europäischen Hochadels.

## Leben
Daisy war die Tochter des britischen Parlamentariers, Grundbesitzers und Offiziers William Cornwallis West (einem Urenkel von John West, 2. Earl De La Warr) und seiner irischen Frau Mary Adelaide (genannt „Patsy“), geb. FitzPatrick, die als 16-Jährige eine Affäre mit dem späteren König Edward VII. gehabt hatte. Daisys Schwester war die 2. Herzogin von Westminster, ihre Schwägerin die Mutter von Winston Churchill. 

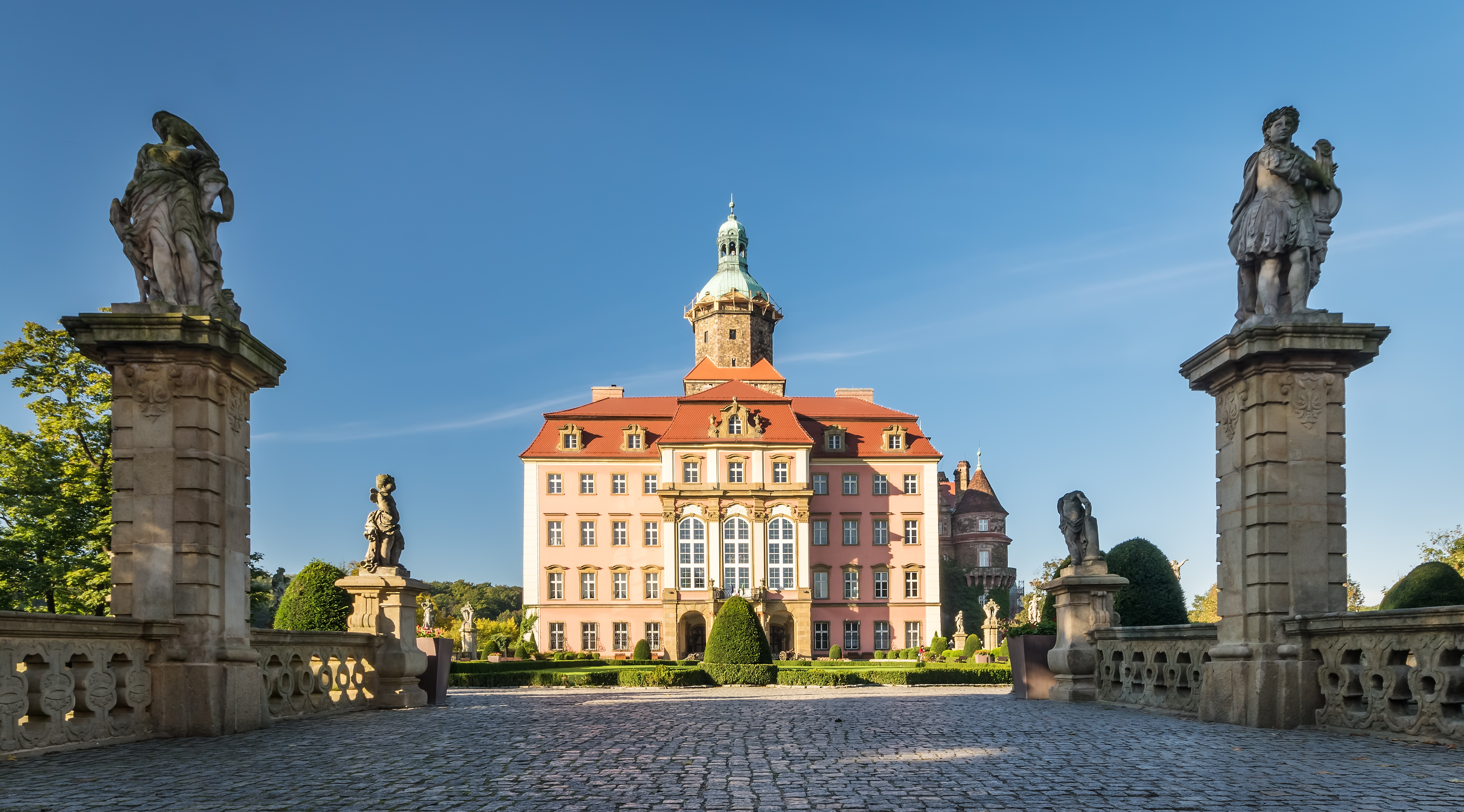
Schloss Fürstenstein, Niederschlesien

Daisys Ehemann Fürst Hans Heinrich XV. von Pless war Herr immenser Ländereien der Familie in Schlesien; sie konnte daher als großzügige Gastgeberin auf den prächtigen Schlössern Fürstenstein und Pleß auftreten. Sie galt als ein „Fixstern“ der Gesellschaft vor dem Ersten Weltkrieg, ihre Einladungen waren hochangesehen und die Jagdgesellschaften äußerst exklusiv. Befreundet war sie mit den herausragenden Männern ihrer Zeit, wie dem deutschen Kaiser Wilhelm II. und dem britischen König Eduard VII. Zu den engeren Freundinnen gehörten die Königin von Rumänien, auch deren Schwester Victoria Melita war oft zu Besuch, ebenso ihre Schwester Constance, die mit einem der reichsten Männer Großbritanniens, Hugh Grosvenor, 2. Duke of Westminster, verheiratet war und viel mit ihr reiste. Trotz aller Bemühungen, nach ihrer Heirat „eine gute Untertanin meines neuen Landes zu werden“ verspürte Daisy von Pless immer ein britisches Überlegenheitsgefühl gegenüber Deutschland, was sie in ihren nach ihrer Scheidung verfassten Memoiren deutlich zum Ausdruck brachte. So schrieb sie etwa in ihrem Werk Tanz auf dem Vulkan u. a.:

„Aber Deutschland war damals primitiv. Als ich England verließ, mit seinem schönen und behaglichen Leben (jetzt hat es Deutschland bis zu einem gewissen Grade nachgeahmt), dachte ich: Muß ich wirklich in diesem unzivilisierten Lande leben? Soll dies meine Heimat sein? Aber ich gewöhnte mich daran, alles von der scherzhaften Seite zu nehmen.“

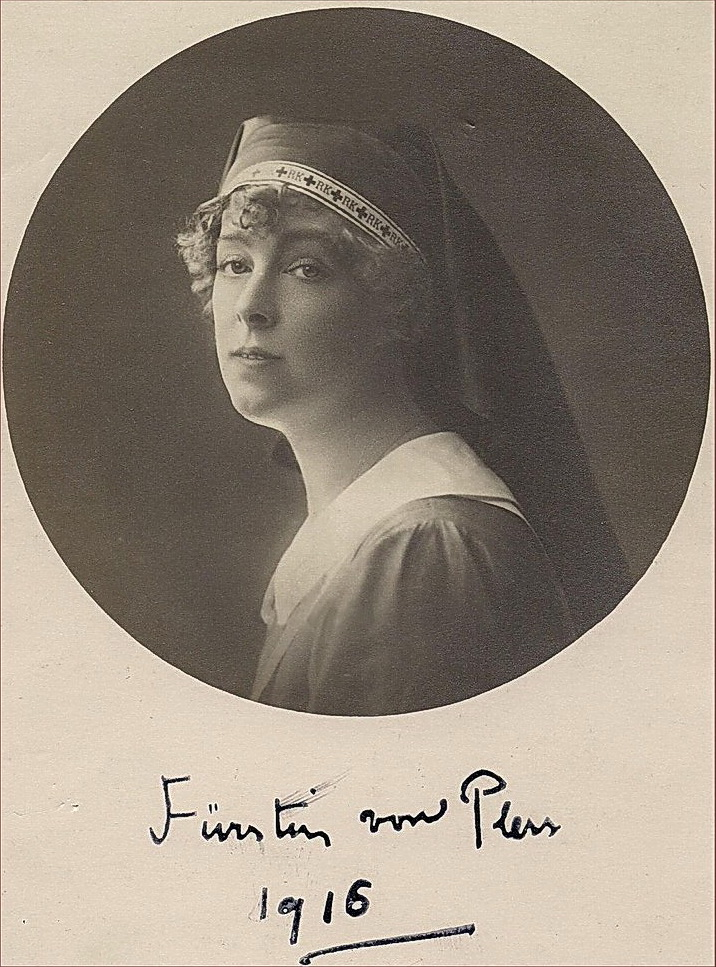
Daisy als Rotkreuzschwester 1916

1909 wurde auf ihr Betreiben in Bad Salzbrunn ein Grandhotel, welches bis heute als Dom Zdrojowy betrieben wird, errichtet und nach ihren Vorgaben ausgestattet. Neben dem gesellschaftlichen Glanz stand der Ruf, den sich Daisy von Pless durch ihre Projekte im Sozial- und Gesundheitswesen in Schlesien erwarb. Sie schuf eine Reihe sozialer Neuerungen und initiierte erfolgreiche Reformen, die ganze Gemeinden, aber besonders arbeitende Frauen und Mütter, behinderte Kinder und die Nadelspitzenindustrie im schlesischen Gebirge mit Erfolg förderten.

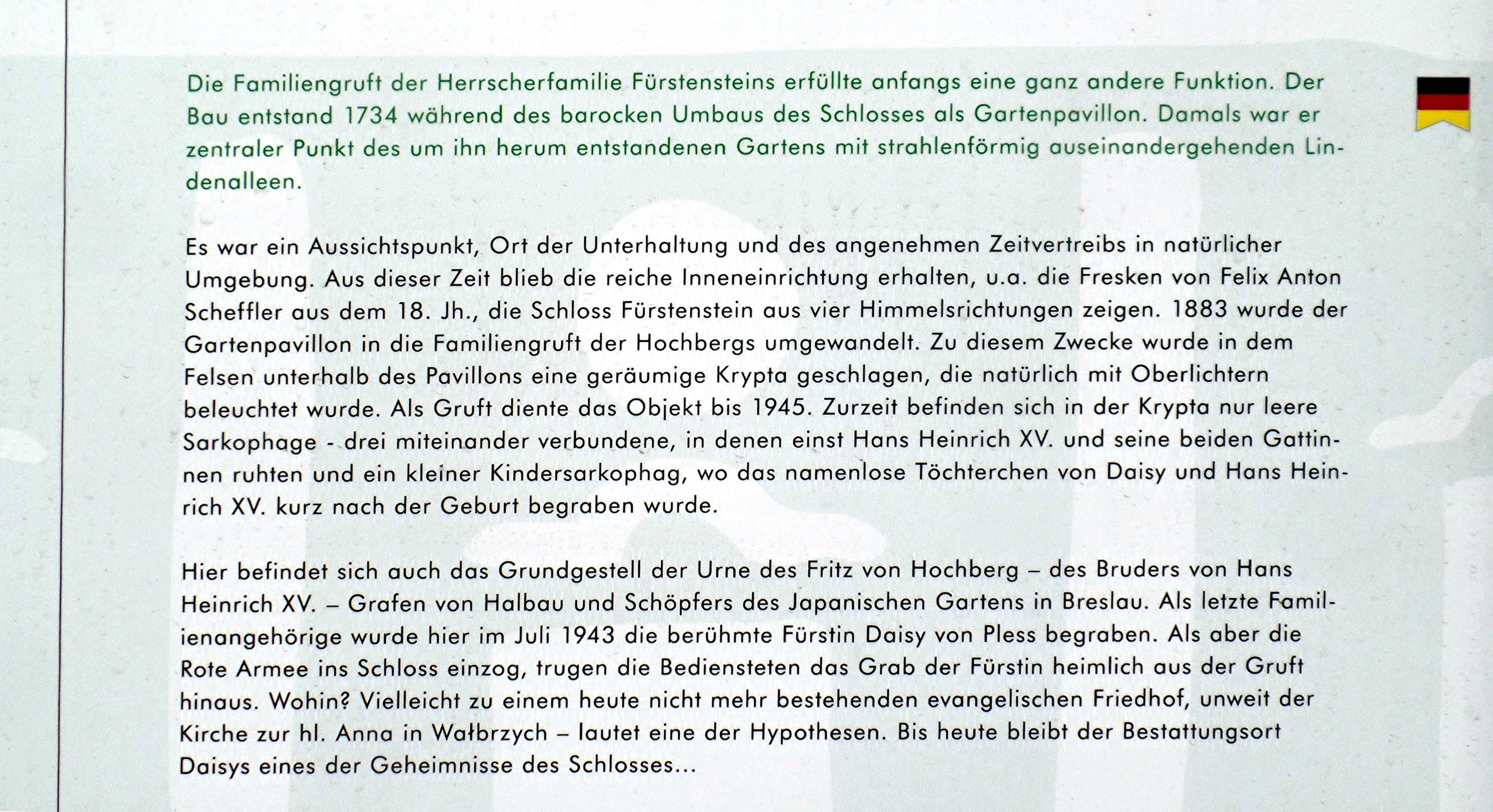
Infotafel am Mausoleum im Park von Schloss Fürstenstein

Zu Beginn des Ersten Weltkriegs verließ sie aus politischen und familiären Umständen heraus Schloss Fürstenstein als ständigen Wohnsitz. Obwohl seit August 1914 ständigen politischen Anfeindungen, darunter Landesverrat, ausgesetzt, arbeitete Daisy von Pless als Rotkreuzschwester auf Lazarettzügen in Frankreich und erlebte das Kriegsende 1918 in einem österreichischen Lazarett in Serbien. Ihren Mann sah sie im Krieg nie. Öfters traf sie sich ab 1916 mit dem Großherzog von Mecklenburg-Strelitz, Adolf Friedrich VI., in Neustrelitz und Heringsdorf, bis dessen Selbstmord im Februar 1918 dem ein Ende setzte. Als Engländerin war sie nach Kriegsende in Deutschland nicht sehr gelitten und kehrte erst 1921 nach Schlesien zurück.
Am 12. Dezember 1922 ließ sich Daisy in Berlin mit einer Vermögensabfindung scheiden, die aber durch die Inflation an Wert verlor. Sie lebte zunächst in der englischen Gemeinde von La Napoule bei Cannes und in München, bis sie aus Kostengründen zurück nach Waldenburg zog. In den folgenden Jahren veröffentlichte sie auch zum Lebensunterhalt mehrere Bände von Memoiren. Der gesamte Besitz der Familie von Pless wurde 1939 enteignet. Aus dem Schloss musste sie 1940 ausziehen, als dort ein neues Führerhauptquartier ausgebaut wurde (Projekt Riese). Sie besuchte demonstrativ mehrfach das KZ Groß-Rosen in der Nähe und sandte Lebensmittel dorthin. 1943, durch chronische Krankheiten und gesellschaftliche Isolierung vereinsamt, verstarb sie verarmt in Waldenburg. Ihr Sarg wurde vor dem Einmarsch der Roten Armee 1945 an eine unbekannte Stelle umbestattet. Zu ihrem Gedenken wurde 2009 das Fürstin-Daisy-Denkmal in Pless geschaffen.

## Herkunft
Daisy wurde als älteste Tochter des britischen Obersten William Cornwallis-West (1835–1917) und seiner Ehefrau Mary FitzPatrick (1856–1920), geboren. Sie wuchs auf Ruthin Castle und im Stadthaus in London auf, zusammen mit ihren jüngeren Geschwistern:
- George Cornwallis-West (1874–1951), Offizier der Scots Guards

1. ⚭ 1900–1914 Jeanette (Jennie) Jerome (1854–1921), verwitwete Lady Randolph Churchill und Mutter von Winston Churchill
2. ⚭ 1914 Beatrice Stella Tanner (1865–1940), als Theaterschauspielerin bekannt als Mrs. Patrick Campbell.

- Constance Edwina (1875–1970)

1. ⚭ 1901–1917 Hugh Grosvenor, 2. Duke of Westminster (1879–1953)
2. ⚭ 1920 John FitzPatrick Lewis (1880–1960), Wing Commander

Daisy von Pless mit ihrem Sohn Hans Heinrich, um 1902

## Heirat und Kinder
Am 8. Dezember 1891 heiratete sie in London den späteren Fürsten Hans Heinrich XV. von Pless (1861–1938), Sohn des Fürsten Hans Heinrich XI. (1833–1907) und seiner ersten Ehefrau Marie von Kleist (1828–1883). Aus der Ehe gingen drei Söhne hervor:
- Hans Heinrich XVII. (* 2. Februar 1900 in Berlin; † 26. Januar 1984 in London, genannt Henry)

1. ⚭ 1924–1952 Maria Gräfin von Schönborn-Wiesentheid (1896–1994)
2. ⚭ 1958–1971 Dorothea Mary Elisabeth Minchin (* 1930)

- Alexander Friedrich Wilhelm (* 1. Februar 1905 in London; † 22. Februar 1984 auf Mallorca)
- Bolko Konrad Friedrich (* 23. September 1910 in Berlin; † 22. Juni 1936 in Pless, Schlesien; Ursache war wohl angeborener Herzfehler)

1. ⚭ 1934 Clothilde de Silva y Gonzalez de Candamo (1898–1978); in erster Ehe war sie mit seinem Vater verheiratet, mit dem sie zwei Kinder hatte; zwei Kinder von Bolko wurden noch geboren.

## Roman und Film
- Sabine Weigand: Die englische Fürstin: Zwischen Glanz und Rebellion, Fischer Krüger 2019, ISBN 978-3-810530592 (Roman beruht auf historischer Recherche, vgl. Nachwort)
- Joanna Bator: Dunkel, fast Nacht, Suhrkamp 2016, ISBN 978-3518424971 (Daisys Tod und Begräbnis sowie ihre legendären Perlen spielen eine Rolle.)
  - Verfilmung durch Borys Lankosz, Polen 2019
- Magnat (1987), polnischer Film über Hans Heinrich XV. mit Jan Nowicki.